# Cité Blanche (Viviers)
Pour les articles homonymes, voir Cité Blanche.
La cité Blanche est une ancienne cité ouvrière située à Viviers en Ardèche, au bord du Rhône. Elle est construite par la société Lafarge frères en 1880 à proximité de leur cimenterie pour y loger ses employés, puis agrandie en 1913. En 2021, la dernière résidente est décédée. La cité, ainsi que les anciens fours à chaux et la chapelle Saint-Victor situés à proximité sont inscrits aux Monuments historiques.

## Historique
Un banc de calcaire existe sur la rive ardéchoise du Rhône qui est exploité depuis très longtemps en vue de la fabrication de chaux, un site qui produisait déjà de la chaux depuis la fin du XVIIIe. Comme pour d'autres activités, la production est devenue industrielle au XIXe siècle. Viviers est devenu le principal centre de production du secteur sous l'impulsion de Léon et Edouard de Lafarge à partir de 1833.
La société Lafarge frères est créée dans les années 1850 et lance en 1868 la fabrication du ciment Portland. Elle créé sa première cimenterie à Viviers, sur le bord du Rhône, au lieu-dit Saint-Victor. La direction de la cimenterie décide de créer une cité ouvrière pour héberger ses ouvriers juste à l'entrée de l'usine en 1880, comprenant logements, chapelle, cercle de réunion (sorte de maison du peuple) et école,. Une seconde tranche est construite de l'autre coté de la rue en 1913. En 1922, une chapelle en ciment, dédiée à saint Victor est construite dans le prolongement de la cité par l'architecte ardéchois Siméon Baussan (la précédente chapelle se trouvait au sein de l'usine).
Le 25 septembre 1995, la cité, les anciens fours à chaux et la chapelle sont inscrits aux Monuments historiques.

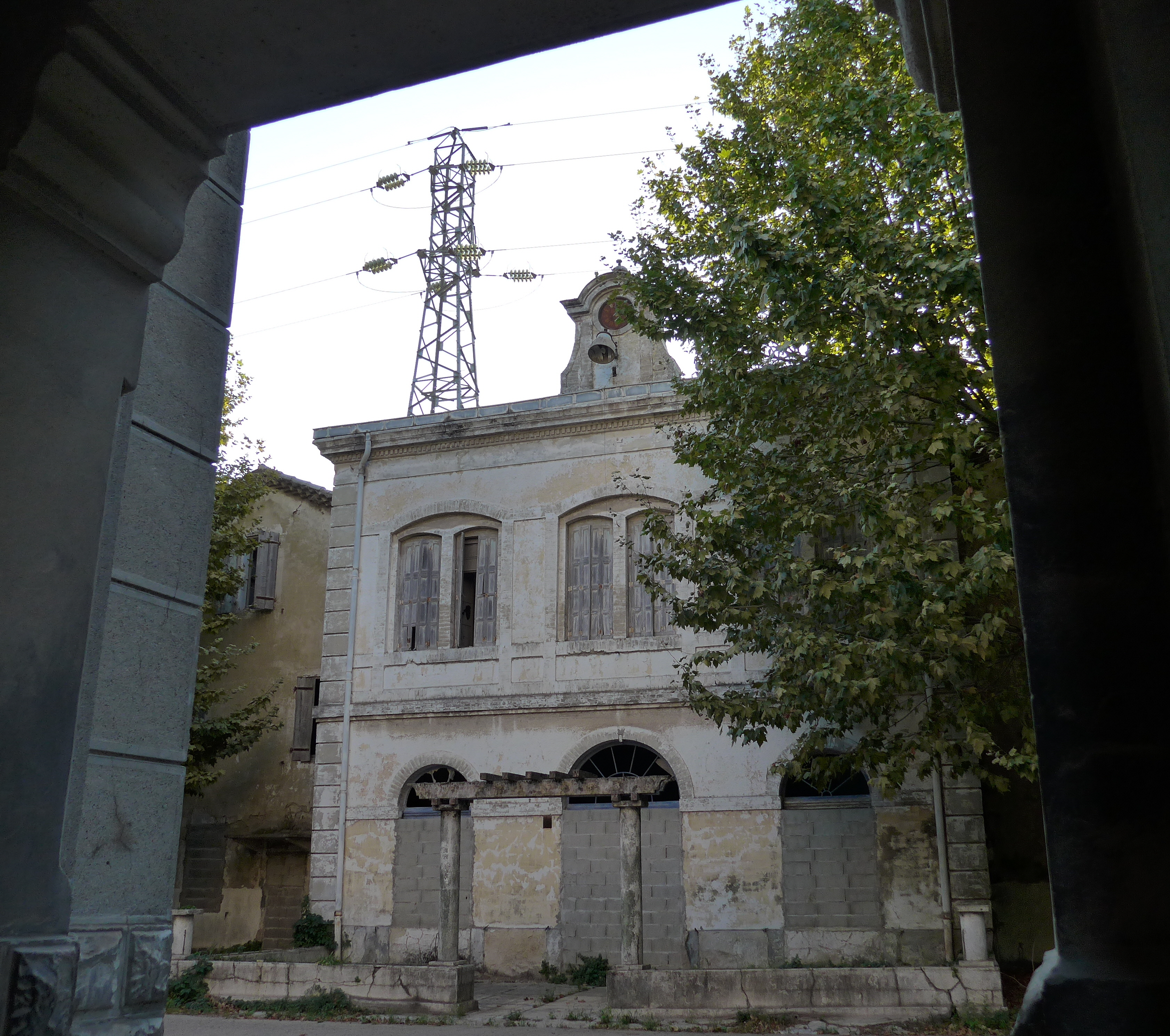
Maison de Quartier vue du porche de l'église

### Dernière habitante
En 2021, il ne restait qu'une résidente dans la cité, occupant un appartement dans la partie construite en 1913, l'ensemble étant largement à l'état d'abandon.
La dernière résidente est décédée en décembre 2021, après y avoir habité 75 ans. Son mari était maréchal-ferrant puis cuiseur pour Lafarge. 
L'usine Lafarge, quant à elle, est toujours en activité.

### Dans la culture
La cité sert de lieu de tournage au film Adieu Gary de Nassim Amaouche avec Jean-Pierre Bacri dans le rôle principal,, sorti en 2008.